# 視距內
視距內，有別於視距外，簡單來說是人的視野所能看到的范围，英文稱為Within Visual Range（WVR）。視距外则為Beyond Visual Range（BVR）。

## 現代空戰
視距內就是在戰鬥機飞行员能肉眼看到敵方戰鬥機的距離。一般來說，戰鬥機的機炮、紅外線導引飛彈等短程空對空武器皆是在視距內使用。而半主動雷達制導飛彈、主動雷達導引飛彈等中長程空對空武器則屬於視距外使用，但也可用在視距內，而短程武器限於射程與紅外線感測技術等，幾乎無法用於中長程與視距外領域。
上述是以現代空戰而論，若以過去第一次世界大戰、第二次世界大戰的空戰來說，由於當時未用雷達技術或有使用但技術仍不夠發達，所以都還是完全的視距內作戰。
现代战争中目视探测飞机仍是重要一环，超视距空中格斗中的战斗机也多在视距内空战中被击毁。